# El Paraíso, Silao de la Victoria
El Paraíso är en ort i Mexiko.   Den ligger i kommunen Silao de la Victoria och delstaten Guanajuato, i den centrala delen av landet, 290 km nordväst om huvudstaden Mexico City. El Paraíso ligger 1 983 meter över havet och antalet invånare är 985.
Terrängen runt El Paraíso är kuperad åt nordost, men åt sydväst är den platt. Runt El Paraíso är det ganska tätbefolkat, med 222 invånare per kvadratkilometer. Närmaste större samhälle är Silao, 10,1 km söder om El Paraíso. Trakten runt El Paraíso består till största delen av jordbruksmark.